# Prétot-Sainte-Suzanne
Prétot-Sainte-Suzanne là một xã thuộc tỉnh Manche trong vùng Normandie tây bắc nước Pháp. Xã này nằm ở khu vực có độ cao trung bình 36 mét trên mực nước biển.